# ヘヴン&ヘル
『ヘヴン&ヘル』（原題：Heaven and Hell）は、ブラック・サバスが1980年に発表した9作目のスタジオ・アルバム。本作よりロニー・ジェイムス・ディオが加入し、オリジナル・メンバーと異なるラインナップによる初のアルバムとなった。

## 背景
オジー・オズボーンの脱退に伴い、後任としてロニー・ジェイムス・ディオ（元エルフ〜レインボー）が加入するが、その直後にギーザー・バトラーが脱退し、一時的にジェフ・ニコルスとクレイグ・グルーバーがベースを担当した。その後、バトラーが復帰し、ニコルスは最終的にキーボードを担当した。プロデュース及びエンジニアリングは、ディオ在籍時のレインボーのアルバムを手掛けたマーティン・バーチによる。
「チルドレン・オブ・ザ・シー」はオジー・オズボーンの脱退前に作られた曲だが、当初は歌詞もメロディも異なっており、バトラーとトニー・アイオミによれば、オズボーンがボーカルを担当したテープも残っているという。「ダイ・ヤング」は、ロニー・ジェイムス・ディオがレインボー時代に書いた曲である。
アルバム・ジャケットは、ブルー・オイスター・カルトのアルバム『タロットの呪い（Agents of Fortune）』（1976年）のジャケットを手掛けたリン・カーリーの絵画の中から選ばれた。

## 反響・評価
バンドの母国イギリスでは、『サボタージュ』以来4年半振りに全英アルバムチャートでトップ10入りを果たし、22週チャート・インするヒットを記録した。また、本作からのシングル「ネオンの騎士」は全英シングルチャートで22位、「ダイ・ヤング」は41位に達した。
アメリカのBillboard 200では28位に達して『サボタージュ』以来のトップ40入りを果たし、1981年1月にはRIAAによりゴールドディスクに認定されて、1986年5月にはプラチナディスクに認定された。日本のオリコンLPチャートでは、『血まみれの安息日』以来のトップ100入りを果たした。
音楽評論家のGreg Pratoはオールミュージックにおいて「バンドのサウンドはすっかり生まれ変わり、再び精力が注入された。アルバムの幕を開ける"Neon Knights"、ムーディーでミッド・テンポの叙事詩"Children of the Sea"、トニー・アイオミが生み出した最高のギター・リフの一つがフィーチャーされたタイトル曲といった曲は、たやすくサバスのオールタイム・ベストのランクに入る」と評している。

## 収録曲
全曲ともトニー・アイオミ、ロニー・ジェイムス・ディオ、ギーザー・バトラー、ビル・ワードの共作。
1. ネオンの騎士 - "Neon Knights" – 3:50
2. チルドレン・オブ・ザ・シー - "Children of the Sea" – 5:34
3. レディ・イーヴル - "Lady Evil" – 4:24
4. ヘヴン&ヘル - "Heaven and Hell" – 6:56
5. ウィッシング・ウェル - "Wishing Well" – 4:05
6. ダイ・ヤング - "Die Young" – 4:42
7. ウォーク・アウェイ - "Walk Away" – 4:21
8. 孤独の定め - "Lonely Is the Word" – 5:51

## カヴァー
- ネオンの騎士
  - アイアン・セイヴィアー - アルバム『ユニフィケイション』（1998年）にボーナス・トラックとして収録。
  - クイーンズライク - カヴァー・アルバム『テイク・カヴァー』（2007年）に収録。
  - アンスラックス - トリビュート・アルバム『This Is Your Life』（2014年）収録。
  - ポール・ギルバート - インストゥルメンタル・トリビュート・アルバム『The Dio Album』（2023年）に収録[13]。
- ヘヴン&ヘル
  - ドリーム・シアター - ライヴで演奏。オフィシャル・ブートレグ『Uncovered 2003-2005』（2009年）にライヴ音源を収録。
  - ストライパー - カヴァー・アルバム『The Covering』（2011年）に収録[14]。
  - ポール・ギルバート - インストゥルメンタル・トリビュート・アルバム『The Dio Album』（2023年）に収録[13]。
- 孤独の定め
  - ヨルン - カヴァー・アルバム『Unlocking the Past』（2007年）に「レターズ・フロム・アース」とのメドレーとして収録。
- レディ・イーヴル
  - ポール・ギルバート - インストゥルメンタル・トリビュート・アルバム『The Dio Album』（2023年）に収録[13]。

## 参加ミュージシャン
- トニー・アイオミ - ギター
- ロニー・ジェイムス・ディオ - ボーカル
- ギーザー・バトラー - ベース
- ビル・ワード - ドラムス

アディショナル・ミュージシャン
- ジェフ・ニコルス - キーボード